# Exocentrus ochreovitticollis
Exocentrus ochreovitticollis là một loài bọ cánh cứng trong họ Cerambycidae.